# (34899) 2628 P-L
2628 P-L (asteroide 34899) é um asteroide da cintura principal. Possui uma excentricidade de 0.07688400 e uma inclinação de 1.67981º.
Este asteroide foi descoberto no dia 24 de setembro de 1960 por Cornelis Johannes van Houten e Ingrid van Houten-Groeneveld e Tom Gehrels em Palomar.